# Thomas Shelton (Stenograf)

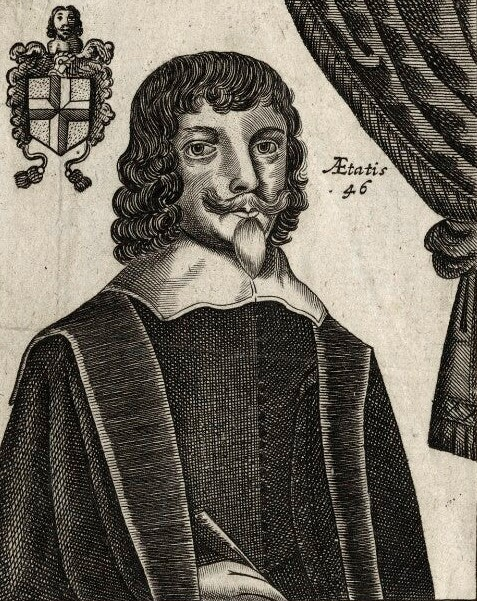
Thomas Shelton – 1646

Thomas Shelton (* 1600/01 vielleicht in der Grafschaft Norfolk; † 1650[?] in London) war ein englischer Stenograf und der Erfinder der im englischsprachigen Raum meistverwendeten Stenografie des 17. und 18. Jahrhunderts.

## Leben
Shelton unterrichtete von Anfang der 1620er Jahre bis zu seinem Tod vermutlich Anfang 1650 Kurzschrift in London. Über seine Herkunft und Ausbildung ist nichts Sicheres bekannt, doch wurde vermutet, dass er aus der bekannten Familie Shelton stammen könnte, die in der Grafschaft Norfolk viel Land besaß. Sein Geburtsjahr 1600/01 lässt sich daraus erschließen, dass die Ausgabe seiner „Tachygraphie“ aus dem Jahr 1647 ein Porträt von ihm enthält, auf dem sein Alter mit 46 angegeben ist. Wie u. a. aus den Widmungen seiner Bücher hervorgeht, stand Shelton im englischen Bürgerkrieg auf Seiten des Parlaments; seine religiöse Sympathie galt dem Puritanismus. Shelton muss die Stenografie von John Willis gekannt haben, da er ihr geometrisches Grundprinzip für seine eigene Kurzschrift übernahm.

## Werk

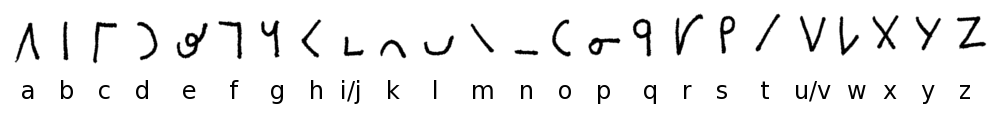
Thomas Sheltons Kurzschrift-Alphabet

Shelton erfand ein neues stenografisches System und veröffentlichte es 1626 in dem Buch Short-Writing (in späteren Auflagen seit 1635 unter dem Namen Tachygraphy, altgriechisch für „Schnellschrift“). In Sheltons Kurzschrift-System wurde jeder Konsonant durch ein einfaches Symbol ausgedrückt, das manchmal noch Ähnlichkeit mit dem zugrundeliegenden Buchstaben hatte.

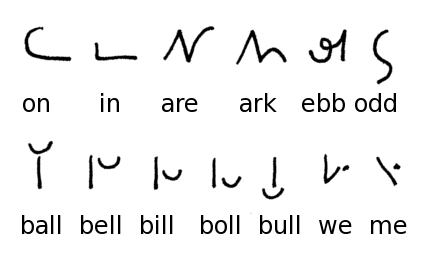
Beispiele für die Vokalisierung in Sheltons Kurzschrift

Die Vokale wurden durch die Höhe des nachfolgenden Konsonanten bezeichnet. So bedeutete das B-Symbol mit direkt darüber geschriebenen L-Symbol „ball“, während das B-Symbol mit dem L-Symbol darunter „bull“ bedeutete. Das B-Symbol mit dem L-Symbol oben rechts bedeutete „bell“, rechts mittig „bill“, unten rechts „boll“. Ein Vokal am Wortende wurde durch einen Punkt in der entsprechenden Position bezeichnet. Für Anfangsvokale gab es zusätzliche Symbole. Weitere Symbole für häufige Vor- und Nachsilben sowie für Konsonantenverbindungen kamen hinzu.

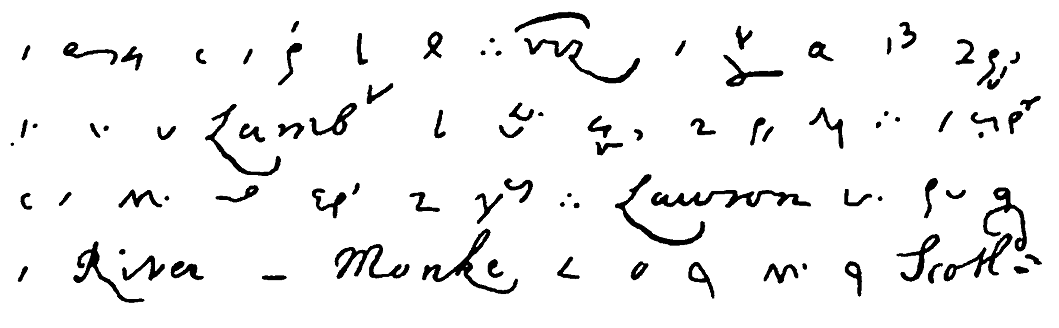
Ausschnitt aus einem geheimen Tagebuch von Samuel Pepys in Sheltons Tachygraphie (mit einigen Wörtern in Normalschrift)

Ein Nachteil von Sheltons Kurzschrift war es, dass Vokale und Diphthonge nicht unterschieden werden konnten. So konnte die „bat“-Bezeichnung auch „bait“ oder „bate“, die „bot“-Bezeichnung auch „boot“ oder „boat“ bedeuten. Dies ließ sich nur aus dem Kontext entscheiden. Ein Vorteil des Systems war die relativ leichte Erlernbarkeit. Dadurch kam es zwischen 1626 und 1710 zu mehr als 20 Auflagen der „Tachygraphie“. Eine französische Ausgabe erschien 1681 in Paris und eine deutsche Ausgabe 1743 in Leipzig. Doch schon Jahrzehnte früher, 1679, hatte Charles Aloysius Ramsay ein deutsches Kurzschriftsystem publiziert, das auf Shelton basierte, ohne ihn sklavisch nachzuahmen. Auch die sogenannte „Geheimschrift Kaiser Leopolds II.“, die der Monarch  insbesondere während seiner Regentschaft als  Großherzog der Toskana (1765 bis 1790) verwendete, weist viele Gemeinsamkeiten mit den Systemen Sheltons und Ramsays auf.

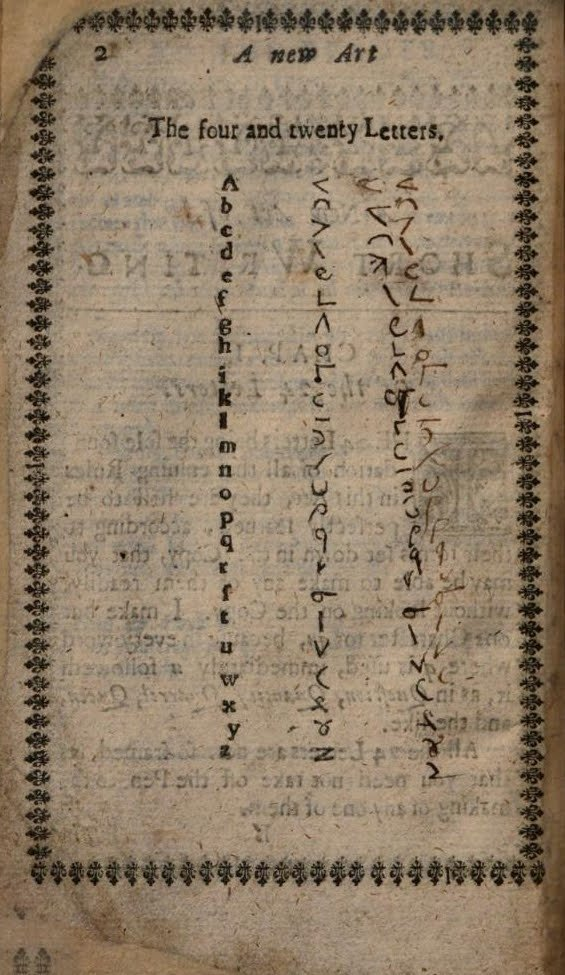
Zeiglographia – Alphabet in Buchveröffentlichung von 1659

Sheltons Kurzschrift wurde u. a. von Samuel Pepys in seinen berühmten geheimen Tagebüchern sowie von Sir Isaac Newton benutzt. Sogar US-Präsident Thomas Jefferson verwendete noch eine einfache Form von Sheltons Stenografie.
Vermutlich als Reaktion auf unerlaubte Raubdrucke seiner „Tachygraphie“ erfand und publizierte Shelton in seinem wahrscheinlichen Todesjahr 1650 noch ein ganz neues Kurzschriftsystem, das er „Zeiglographia“ nannte und das noch schneller sein sollte. Damals wurden z. B. oft Predigten mitstenografiert; daher enthielt die Zeiglographie einige Spezial-Kürzel für in Predigten oft gebrauchte Ausdrücke, z. B. standen die Buchstaben-Symbole von „lvg“ für „love of God“. Dieses stenografische System wurde jedoch nicht so populär wie seine Tachygraphie.